# 北村重頼

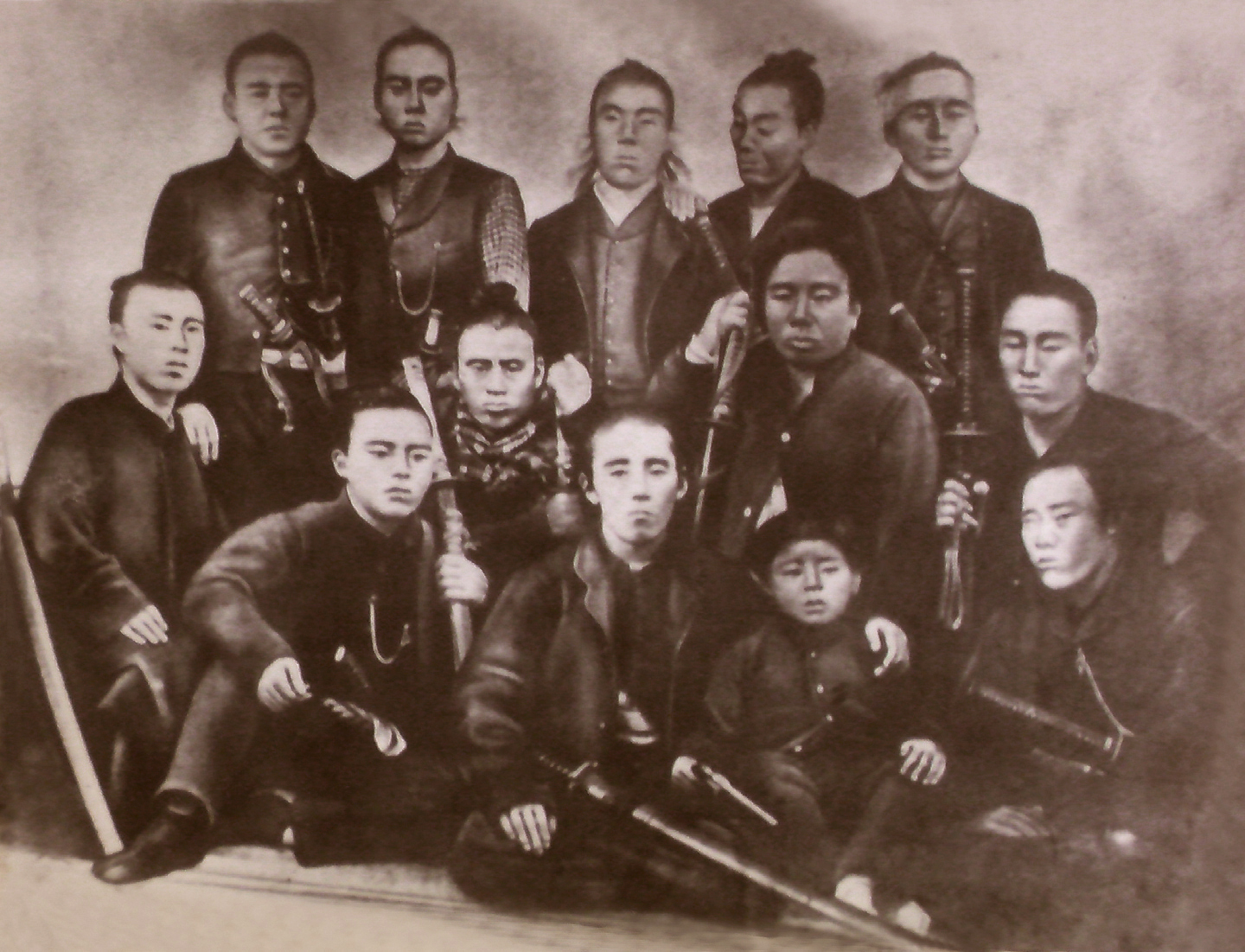
迅衝隊（前列左から伴権太夫、板垣退助（中央）、谷乙猪（少年）、山地忠七。 中列、谷神兵衛、谷干城（襟巻をして刀を持つ男性）、山田平左衛門、吉本祐雄。 後列、片岡健吉、真辺正精、西山 榮、北村重頼、別府彦九郎）

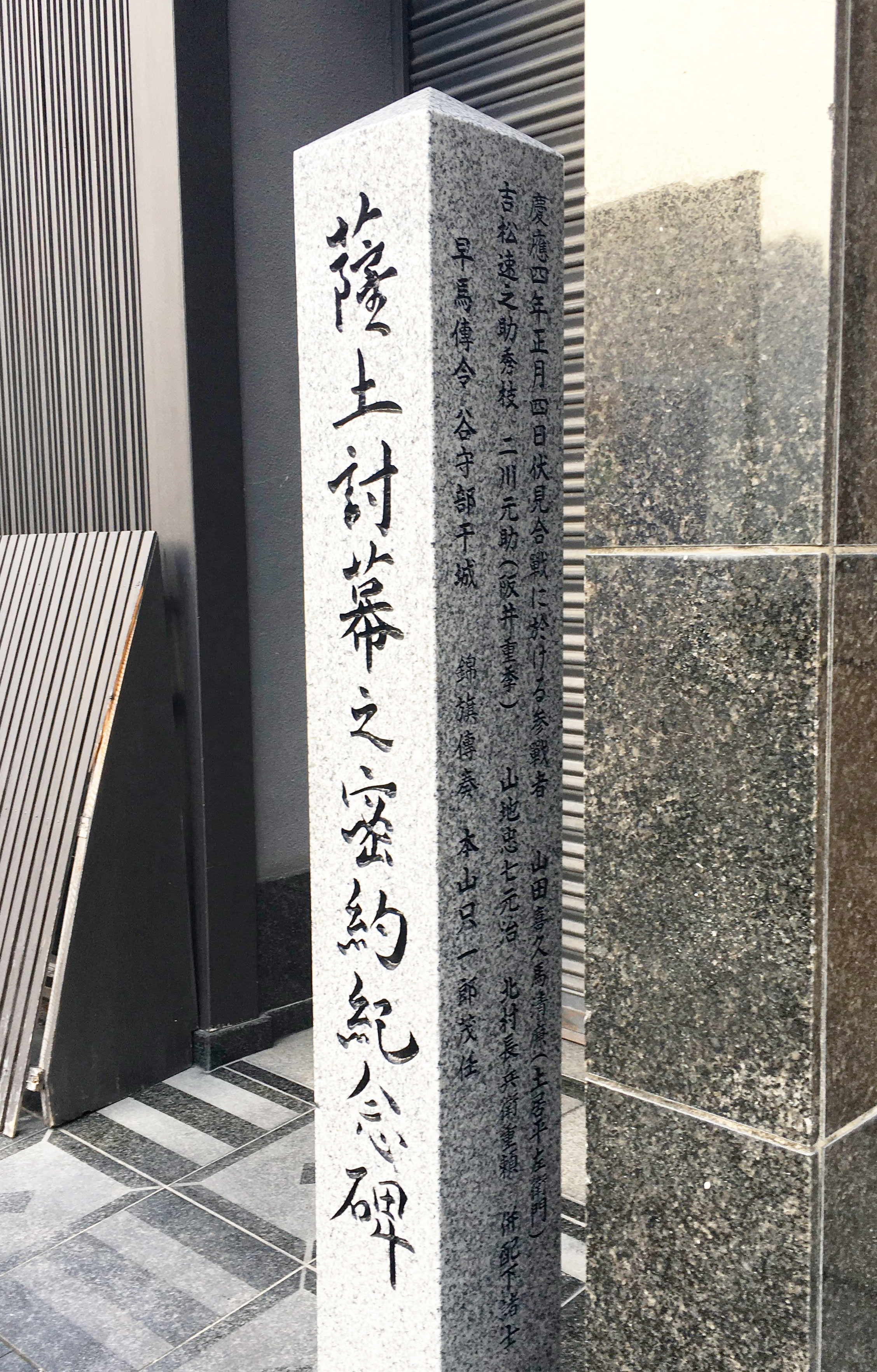
「薩土討幕之密約紀念碑」
北村重頼の活躍が刻まれている
京都市東山区（祇園）

北村 重頼（きたむら しげより、弘化2年（1845年） - 明治11年（1878年）3月2日）は、日本の武士（土佐藩士）、迅衝隊士、陸軍軍人。通称は長兵衛。

## 来歴
弘化2年（1845年）、土佐藩士（馬廻役、知行は200石）・北村五平の子息として高知城下潮江に生まれる。
剛毅果断で沈勇の人物で知られており、明治元年（1868年）の鳥羽・伏見の戦いの際は砲隊長であったが、山田平左衛門や吉松速之助、山地元治ら参戦論者とともに藩命を無視して薩長陣営として参戦する。のち、板垣退助の配下の迅衝隊士として甲州勝沼の戦いや奥羽各地の戦争に参戦し、8月の会津戦争では大いに戦功をあげた。凱旋後は中老格となって200石を加増される。
明治4年（1871年）、御親兵設置にあたっては陸軍少佐、さらに翌明治5年（1872年）には陸軍中佐に任官した。政界で征韓論争が起こるや、板垣や西郷隆盛の命により別府晋介とともに朝鮮を視察したが、明治6年（1873年）10月、征韓論の破裂をきっかけに近衛隊を脱隊する。同年11月には、有志とともに海軍義社を結成したが、まもなく谷干城の仲介によって陸軍に復職する。
明治10年（1877年）、西南戦争勃発に伴い、郷里高知も立志社や古勤王派の挙兵計画によって民情不穏となったため、同年7月、政府の命を受けて佐々木高行とともに高知鎮撫に当たった。
明治11年（1878年）3月2日、高知で死去。享年34。墓所は高知市筆山にある。